# کودکرک
کودکرک (به هلندی: Koudekerk aan den Rijn) یک منطقهٔ مسکونی در هلند است که در آلفن آن درین واقع شده‌است. کودکرک ۴٬۲۵۷ نفر جمعیت دارد.